# Marvin Cohen

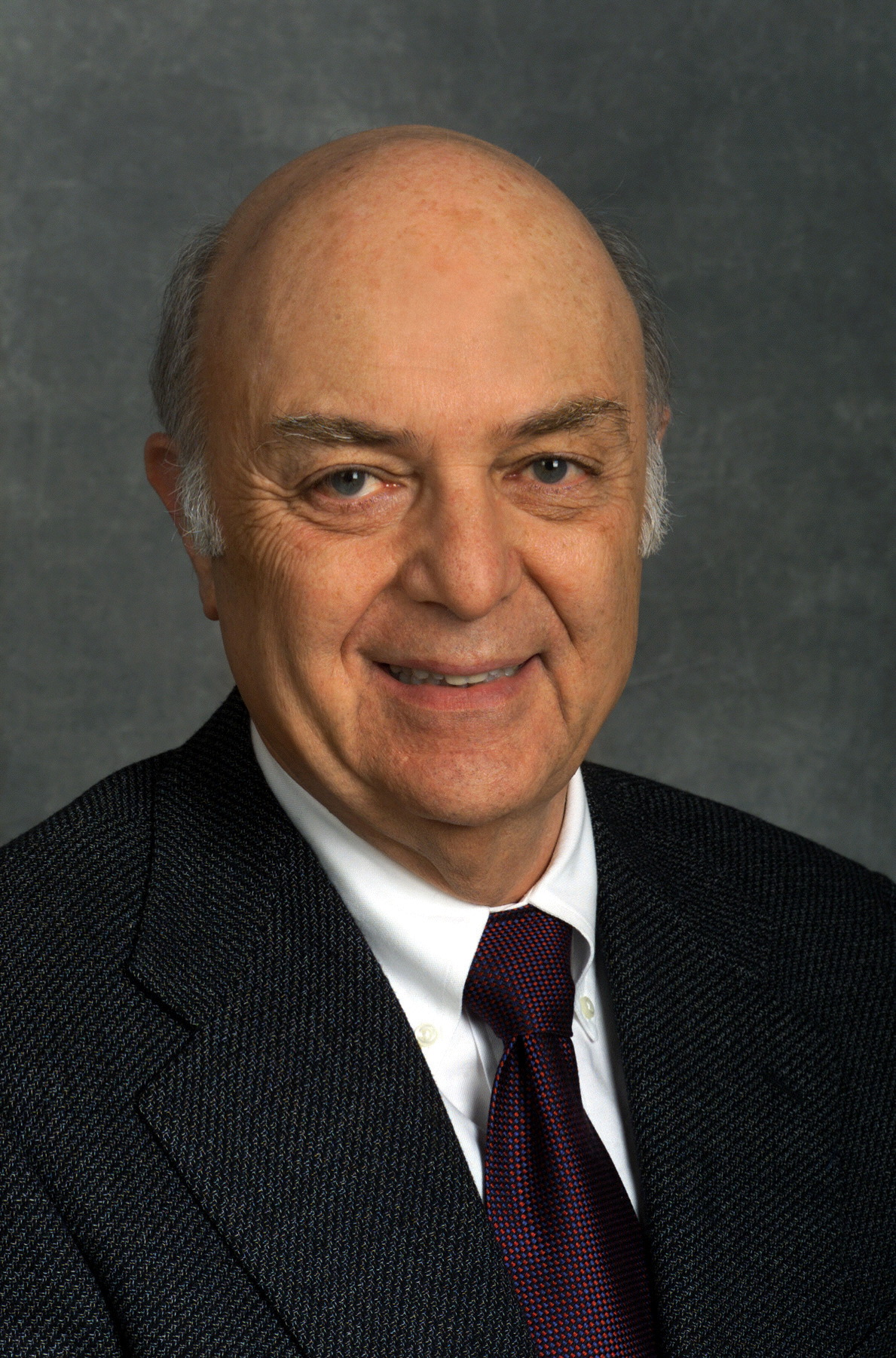
Marvin Cohen, 2021

Marvin Lou Cohen (* 3. März 1935 in Montreal) ist ein US-amerikanischer Physiker, der sich mit theoretischer Festkörperphysik beschäftigt.

## Leben
Cohen studierte an der University of California, Berkeley (Bachelor-Abschluss), und  an der University of Chicago, wo er 1964 promovierte. 1963/4 war er als Postdoc an den Bell Laboratories. Ab 1964 war er in Berkeley, wo er zunächst Assistant Professor, seit 1966 Associate Professor und seit 1969 Professor ist. Seit 1995 ist er dort University Professor für „Condensed matter physics and material science“.  Seit 1965 ist er außerdem Senior Scientist am Lawrence Berkeley National Laboratory.
Cohen ist einer der führenden Wissenschaftler in „ab initio“ Berechnungen der elektronischen Struktur von Festkörpern, was er auch zur Vorhersage der Eigenschaften neuartiger Materialien nutzte. Mit seiner Gruppe untersuchte er die unterschiedlichsten Festkörpersysteme, wie Nanoröhren, Quantum dots, Fullerene, Hochtemperatursupraleiter.
Cohen ist seit 1980 Mitglied der National Academy of Sciences, seit 1993 der American Academy of Arts and Sciences und seit 2003 der American Philosophical Society sowie seit 1997 Fellow der American Association for the Advancement of Science. 1965 war er Sloan Research Fellow und 1978 und 1990 Guggenheim Fellow. 1979 erhielt er den Oliver E. Buckley Condensed Matter Prize und 1994 den Julius-Edgar-Lilienfeld-Preis der American Physical Society, deren Fellow er ist und deren Präsident er 2005 war. 1981 erhielt er einen Preis des DoE für Festkörperphysik und 1991 das Certificate of Merite des Lawrence Berkeley National Laboratory. 2001 erhielt er die National Medal of Science. 2005 war er Präsident der American Physical Society. 2011 wurde er mit dem Dickson Prize in Science ausgezeichnet, 2003 mit dem Feynman Prize in Nanotechnology und 2014 mit dem Von Hippel Award der Material Research Society. Für 2017 wurde ihm die Benjamin Franklin Medal des Franklin Institute zugesprochen.
Seit 2016 zählt ihn Thomson Reuters aufgrund der Zahl seiner Zitierungen zu den Favoriten auf einen Nobelpreis (Thomson Reuters Citation Laureates).

## Schriften
- Looking back and ahead in condensed matter physics, Physics Today, Juni 2006.
- Novel materials from theory, Nature Bd. 338, 1989, S. 291.
- Predicting new solids and superconductors, Science, Bd. 234, 1986, S. 549.
- mit Volker Heine, James C. Phillips: Quantum mechanics of materials, Scientific American, Juni 1982.
- mit J. R. Chelikowsky: Electronic Structure and Optical Properties of Semiconductors. Springer, 1988, 2012